# کله‌جوب علیا (دره‌شهر)
کله‌جوب علیا (دره‌شهر)، روستایی از توابع بخش مرکزی شهرستان دره‌شهر در استان ایلام ایران است.

## جمعیت
این روستا در دهستان ارمو قرار دارد و براساس سرشماری مرکز آمار ایران در سال ۱۳۸۵، جمعیت آن ۷۸۸ نفر (۱۵۰خانوار) بوده‌است.